# Fritz Thiele (Unternehmer)
Fritz Thiele (* 19. April 1903 in Bremen; † 15. August 1981 in Bremen) war ein deutscher Unternehmer im Fahrzeugbau.

## Biografie
Thiele war der Sohn des Bremer Unternehmers Wilhelm Thiele. Nach der Schulzeit erlernte Fritz Thiele den Beruf eines Stellmachers. Danach war er in verschiedenen Wagenbaubetrieben in Deutschland tätig. 1923 trat er in den väterlichen Betrieb ein, der u. a. Kutschwagen, Karosserien und Anhänger produzierte sowie auch Sattlerei und Lackiererei war. 1927 bestand er die Meisterprüfung. 1936 nahm ihn der Vater als Teilhaber auf. Der im Zweiten Weltkrieg zerstörte Betrieb wurde wieder aufgebaut. 1953 war Thiele Alleininhaber. 1972 gründete er in Bremerhaven das Fahrzeugwerk Wilhelm Thiele. 
Thiele war von 1952 bis 1979 langjähriger Vizepräsident der Handwerkskammer Bremen. Er war Vorsitzender oder Beisitzer verschiedener Prüfungsausschüsse für die Gesellen- oder Meisterprüfung. Er war im Vorstand der Allgemeinen Ortskrankenkasse Bremen/Bremerhaven und der Landesversicherungsanstalt Oldenburg-Bremen. Zudem war er im Verwaltungsrat der Sparkasse Bremen und Mitglied der Wirtschaftskammer Bremen.

## Ehrungen
- Große Verdienstkreuz
- Fritz-Thiele-Straße in Bremen-Obervieland, Ortsteil Habenhausen